# Mujeres Matemáticas Europeas
European Women in Mathematics (EWM), en español Mujeres Matemáticas Europeas, es una asociación internacional de mujeres que trabajan en el campo de las matemáticas en Europa. La asociación participa en labores políticas y estratégicas para promover el papel de la mujer en las matemáticas y ofrece a sus miembros apoyo directo. Entre sus objetivos figuran animar a las mujeres a estudiar matemáticas y dar visibilidad a las mujeres matemáticas. Es la "primera y más conocida" de varias organizaciones dedicadas a las mujeres matemáticas en Europa.

## Misión
European Women in Mathematics  tiene como objetivo  animar a las mujeres a estudiar matemáticas, apoyarlas en su carrera profesional, proporcionar un lugar de encuentro para personas con ideas afines y destacar y dar visibilidad a las mujeres matemáticas. De este modo, y fomentando la comunicación científica y la colaboración con grupos y organizaciones con objetivos similares, difunden su visión de las matemáticas y la ciencia.

### Mentoría
EWM cuenta con un programa de mentoría al que se puede acceder en cualquier momento del año. EWM reúne a un miembro más joven y a otro con más experiencia para compartir experiencias y perspectivas diferentes que sirvan de motivación e inspiración.

### Becas
EWM concede cada año becas de viaje para mujeres matemáticas. Las becas de viaje se conceden a miembros de EWM que se encuentran en una fase temprana de su carrera o trabajan en un país en desarrollo y que necesitan recursos financieros (viaje o alojamiento, hasta 400 EUR) para asistir y hablar en una conferencia importante en su campo de especialización.

## Actividades regulares
Cada dos años, EWM celebra una asamblea general y una escuela de verano. Se publica un boletín al menos dos veces al año, EWM tiene una página web, un grupo en Facebook y una red de correo electrónico. EWM coordina un programa de mentoría y concede una beca de viaje dos veces al año.

### Asambleas Generales
EWM celebra una Reunión General cada dos años en forma de congreso de una semana de duración con un programa científico de minicursos sobre temas matemáticos, debates sobre la situación de las mujeres en este campo y una Asamblea General.
Las reuniones generales se han celebrado en París (1986), Copenhague (1987), Warwick (1988), Lisboa (1990), Marsella (1991), Varsovia (1993), Madrid (1995), Trieste CIFT ( 1997), Hannover (1999), Malta (2001), Luminy (2003), Volgogrado (2005), Cambridge (2007), Novi Sad (2009), Barcelona (2011), Bonn ( 2013), Cortona (2015) y Graz (2018).

### Actividades en congresos internacionales
EWM celebra conferencias satélite del Congreso Europeo de Matemáticas y participa en la Conferencia Internacional de Mujeres Matemáticas ICWM, el Congreso Internacional de Mujeres Matemáticas y, actualmente, el Encuentro Mundial de Mujeres Matemáticas.

## Historia
Aunque el grupo que se convirtió en EWM comenzó a celebrar reuniones informales ya en 1974, EWM fue fundada como organización en 1986 por Bodil Branner, Caroline Series, Gudrun Kalmbach, Marie-Françoise Roy y Dona Strauss, inspiradas por las actividades de la Asociación de Mujeres en Matemáticas de Estados Unidos. Se constituyó como asociación conforme a la legislación  finlandesa en 1993, con sede en Helsinki. De hecho, la estructura básica que define a las convocantes, el comité permanente y las coordinadoras se estableció entre 1987 y 1991. En 1994 se creó una red de correo electrónico de EWM, seguida de una página web en 1997.
La organización cuenta con un Comité Científico, conjuntamente con la Sociedad Matemática Europea y su Comité de Mujeres Matemáticas.

## Presidentas y adjuntas
| período   | Presidenta                                     | coordinadora adjunta            | coordinadora adjunta            |
| --------- | ---------------------------------------------- | ------------------------------- | ------------------------------- |
| 1993-1994 | Anna Romanowska (Polonia)                      |                                 |                                 |
| 1996-1997 | Sylvie Paycha (Francia)                        | Capi Corrales (España)          |                                 |
| 1998-1999 | Laura Fainsilber (Suecia)                      | Irene Sciriha (Malta)           | Inna Yemelyanova                |
| 2000-2001 | Irene Sciriha (Malta)                          | Christine Bessenrodt (Alemania) | Laura Fainsilber (Suecia)       |
| 2002-2003 | Ljudmila Bordag (Alemania)                     | Irene Sciriha (Malta)           | Francine Diener (Francia)       |
| 2004-2005 | Laura Tedeschini-Lalli (Italia)                | Marjo Lipponen (Finlandia)      | Marie Demlova (República Checa) |
| 2006-2007 | Marjo Lipponen (Finlandia)                     | Karma Dajani (Países Bajos)     | Laura Tedeschini-Lalli (Italia) |
| 2008-2009 | Frances Kirwan (Reino Unido)                   | Marjo Lipponen (Finlandia)      |                                 |
| 2010-2011 | Marie-Françoise Roy (Francia)                  | Frances Kirwan (Reino Unido)    |                                 |
| 2012-2013 | Marie-Françoise Roy (Francia)                  | Lisbeth Fajstrup (Dinamarca)    |                                 |
| 2013-2016 | Susanna Terracini (Italia)                     | Ángela Pistoia (Italia)         |                                 |
| 2016-2020 | Carola-Bibiane Schönlieb (Austria/Reino Unido) | Elena Resmerita (Austria)       |                                 |
| 2020-2022 | Andrea Walther (Alemania)                      | Kaie Kubjas (Finlandia)         |                                 |

## Sociedades similares
Hay muchas sociedades similares, a la sociedad "Mujeres matemáticas europeas", que celebran a las mujeres en matemáticas. Por ejemplo:

### Mujeres Matemáticas
- Comité de Mujeres en Matemáticas de la Unión Matemática Internacional (IMU).[15]
- Comité de Mujeres en Matemáticas (EMS).[16]
- Comité Científico EMS/EWM.[17]
- Mujeres y matemáticas.[18]
- EWM - Países Bajos.[19]
- Comité de Mujeres en Matemáticas (LMS).[20]
- Mujeres coreanas en ciencias matemáticas [21]
- Asociación de Mujeres Matemáticas (AWM).[22]
- Proyecto Mujeres Matemáticas.[23]
- Asociación de Mujeres en la Ciencia y la Educación en ruso  (AWSE).[24]

### Matemáticas
- Servicio Europeo de Información Matemática (EMIS).[25]
- Unión Matemática Internacional (IMU).[26]
- Servidor WWW de archivos matemáticos.[27]

### Información de la Unión Europea
- Sociedad Matemática Europea (EMS).[28]